# Monoréma
A monoréma vagy uniréma egy evezősoros hadihajó, az evezővel meghajtott hadihajók őse. 
Az egyiptomiak óta építettek ilyen hajókat a Földközi-tengeren. Közepén egy árbóccal, rajta egy keresztvitorlával. Hatékonyságát az evezősök gyorsasága határozta meg, ezt fokozandó fejlesztették ki a kétsoros evezősöket, amik gyorsan kiszorították. A római liburnában éledt újra.